# Teatro Politeama (Poggibonsi)
Il Teatro Politeama è un'importante struttura polivalente che si trova nel cuore di Poggibonsi dove un tempo era collocato il teatro classico "Ravvivati Costanti" risalente ai primi dell'800 e distrutto dai bombardamenti nel dicembre del 1943 e dove, nel dopoguerra, era stato ricostruito un cinema operante fino ai primi anni novanta.
Il Comune di Poggibonsi decise nel 1997 di acquisire l'edificio e di affidarne la completa ristrutturazione allo studio agli architetti Adolfo Natalini, Piero Guicciardini e Marco Magni.
Il teatro è collocato nella sala maggiore con capienza 594 posti (palcoscenico di 18 metri di larghezza, 11 metri di profondità e 14 metri di altezza). La sala, inoltre, verrà utilizzata anche come cinema e sala convegni.
Altri spazi sono il laboratorio audiovisivo, lo studio di registrazione, la videoteca, la sala espositiva e il bar ristorante.
La sala minore, di 196 posti, è dedicata a proiezioni cinematografiche, convegni ed è dotata di un piccolo palco che ospita esibizioni musicali, monologhi, ecc.

## Voci correlate

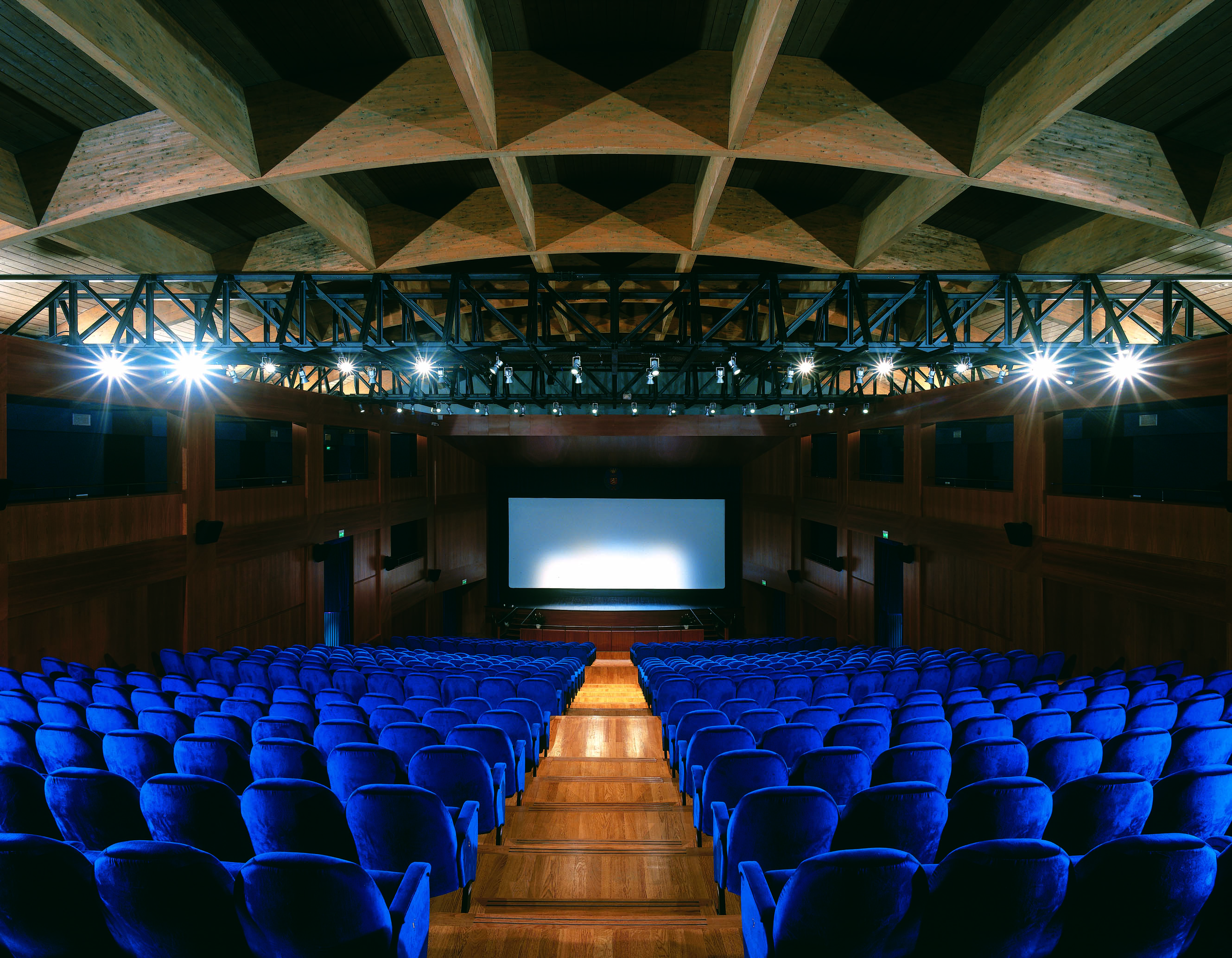
Sala Maggiore

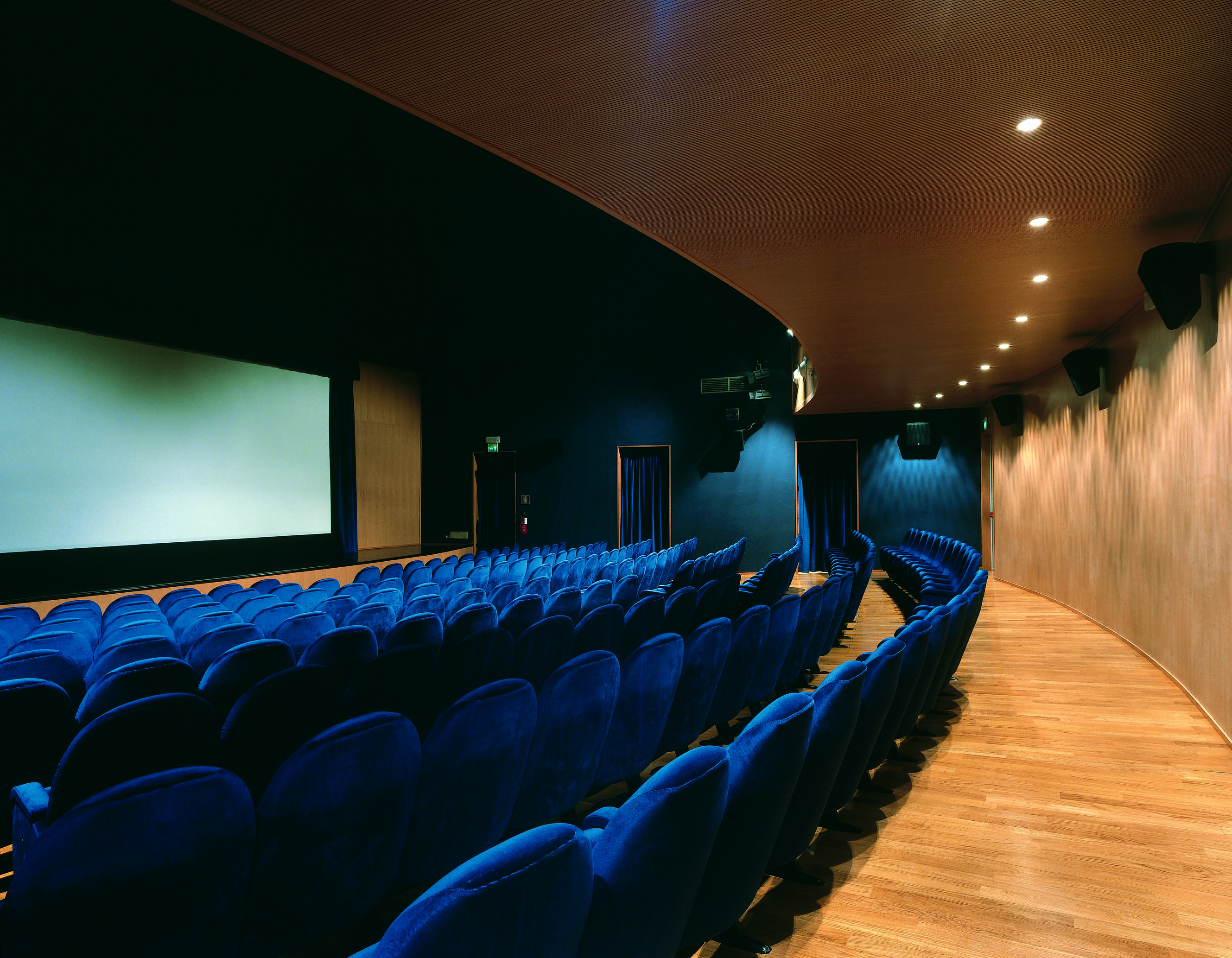
Sala Minore